# 鳥飼仁和寺大橋有料道路

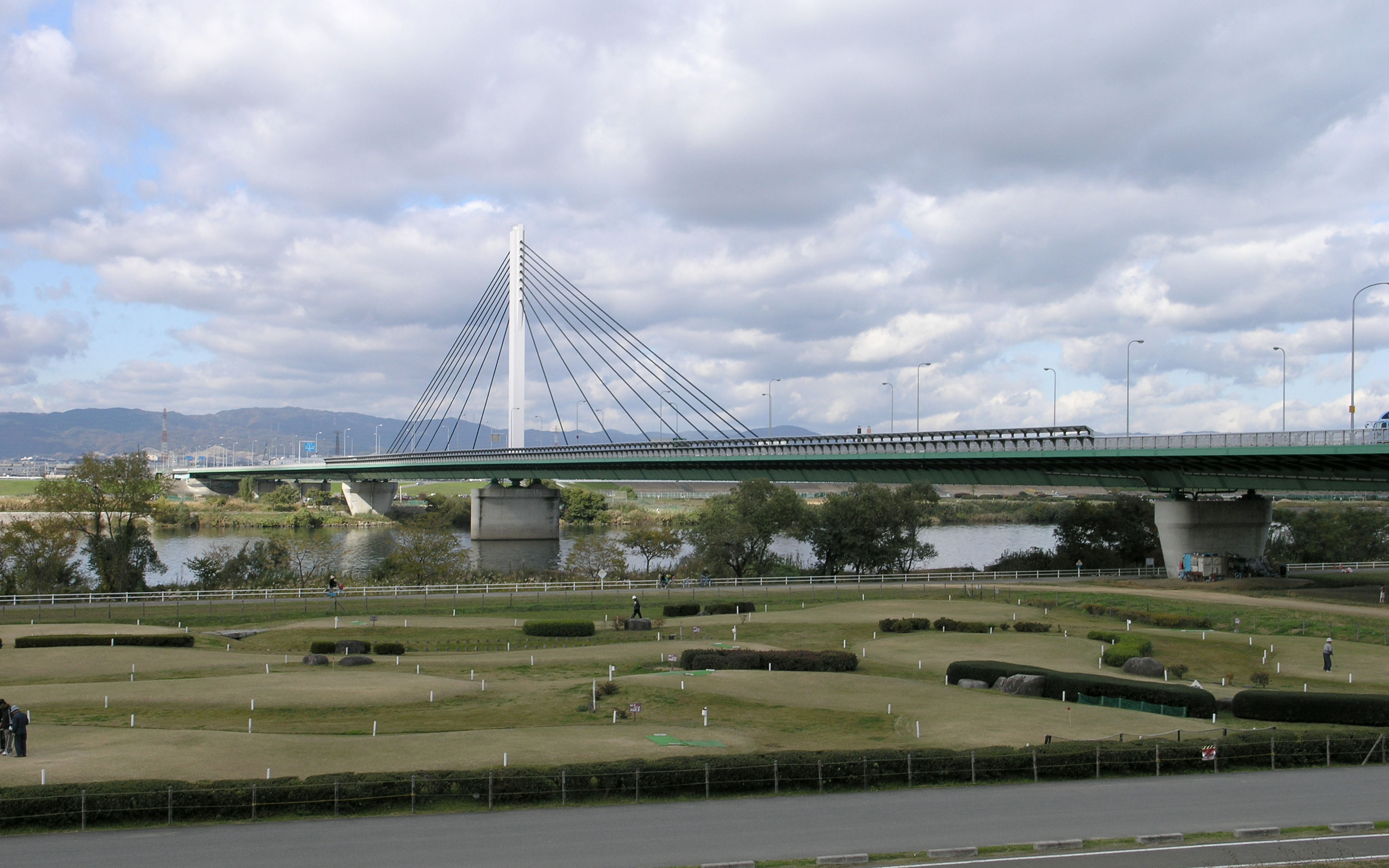
鳥飼仁和寺大橋

鳥飼仁和寺大橋有料道路（とりかいにわじおおはし ゆうりょうどうろ）は、大阪府道15号八尾茨木線の大阪府寝屋川市仁和寺本町2丁目と、同摂津市鳥飼中1丁目、2丁目を結ぶ、延長688mの有料道路である。

## 概要
当橋梁の西方に架かる鳥飼大橋の交通渋滞緩和と、大阪府東部エリア・同東北部エリアの交通利便性を図るため、1983年に建設着工し、1987年（昭和62年）2月28日供用開始。大阪府道路公社が一般有料道路として管理している。
当初は30年間の有料期間を設け、建設費用を償還する計画だったが、交通量が計画時の見込みより少なく期間内に償還することが出来なかったため、2016年（平成28年）末に無料化を10年先送りする方針を決めた。しかし、10年先送りしても債務が約55億円残る見通しで、出資者の府は出資金を放棄する見込みである。
この橋梁の利用率が多い地元の摂津市・寝屋川市等周辺地域では、普通自動車の通行料金が100円であることから、「100円橋」と略称される。

## 通行料金
普通自動車をはじめ、20t超の大型車両の通行も可能。原動機付自転車（原付二種も含む）の通行も可能であるが、軽車両扱いで10円が掛かる。自転車、歩行者については無料で通行できる。自転車については従来有料で、10円の通行料金を料金箱に入れる方式であったが、新しい生活様式への取り組みとして、2020年12月1日から無料化された。また、身体障害者割引（半額）も行われている。
ETCによる通行料金の支払いは出来ない（廃止されたハイウェイカードも使用不可能だった）。支払いは現金と回数通行券にくわえ、2021年1月17日からはWAONや楽天Edy、PiTaPaやICOCAをはじめとする交通系ICカードなど電子マネー決済が利用できるようになったが、2022年2月27日からETC多目的利用サービス「ETCX」が導入される事に伴い電子マネー決済が利用不可になり、回数券が2022年3月末で販売終了となり2023年2月末で廃止された。
料金所ブースには収受員が立ち、二輪車は普通車と同じ料金所を通過する。自転車での通行は自転車用スロープ（上流方）を利用する。

### 料金一覧

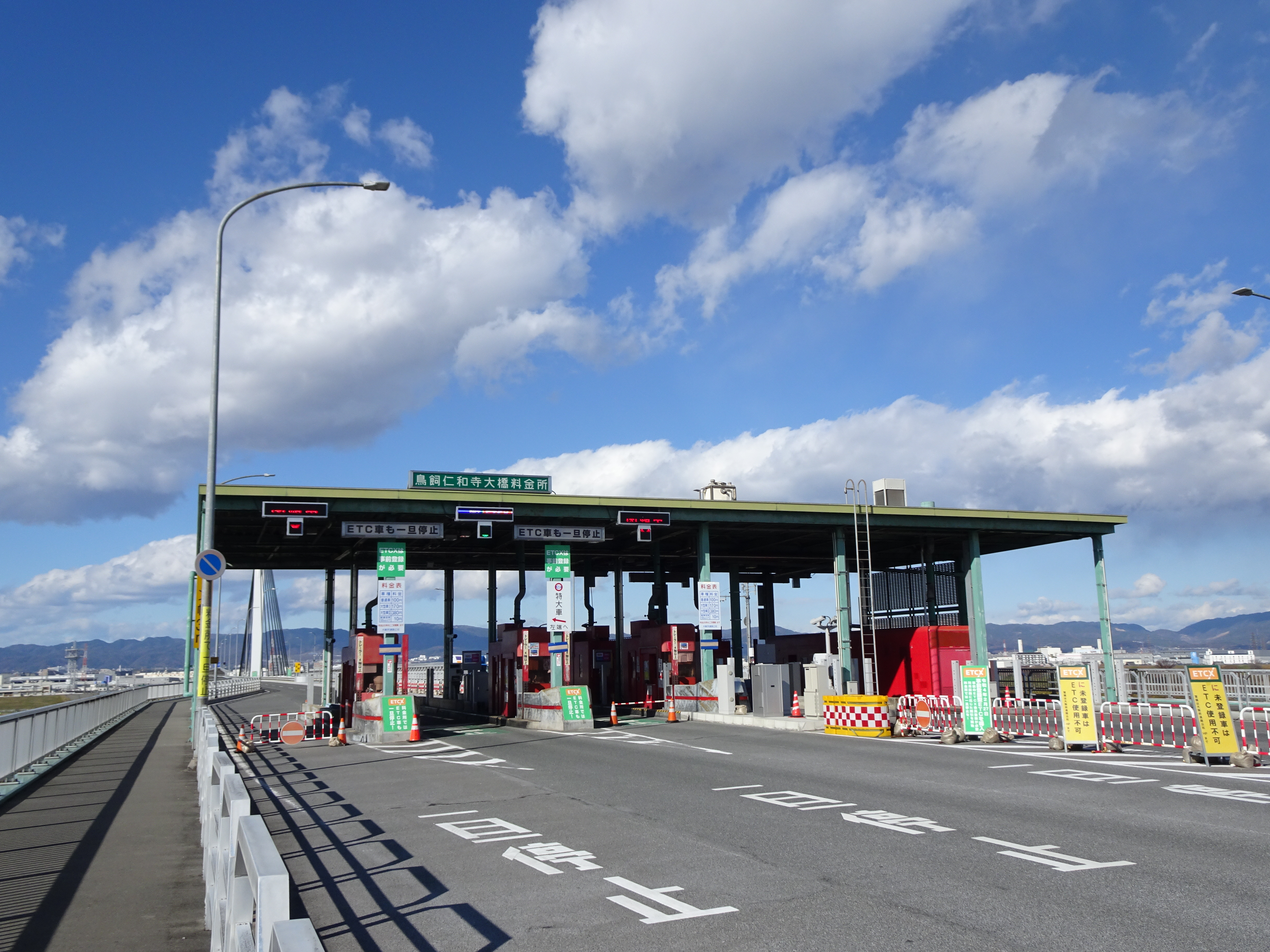
料金所

車両区分に関しては、大阪府道路公社 車種区分について (PDF) を参照。
- 普通車 : 100円
- 大型車（1） : 160円
- 大型車（2） : 370円
- 軽車両（原付） : 10円

## 交通量
当初の計画では通行量を1日平均2万台以上と予想していたが、1日平均交通量は2002年（平成14年）度の15,690台をピークにその後は徐々に減少、2015年（平成27年）度は10,685台となっている。
大阪府道2号大阪中央環状線の鳥飼大橋における渋滞緩和が期待されたが、100円とはいえ有料であることもあり、計画交通量の7割程度の利用にとどまっており、期待通りの効果は発揮されていない。
この橋から道なりである都市計画道路千里丘寝屋川線の新宝町交点 - 高柳2交点間開通後、1日あたり約2,000台程交通量が増加した。2010年（平成22年）3月には摂津市・茨木市方面から第二京阪道路へのアクセスを強化するために行われていた新宝町交差点の立体交差化が完成した。